# Danger
Pour les articles homonymes, voir Danger (homonymie).

Panneau de danger, selon la signalisation routière française

Un danger est une cause possible de dommage (à une personne, un peuple, un bien, à l'environnement, etc.). La probabilité de survenue de ce dommage est le risque associé à ce danger. On parle évidemment de dangerosité d'une situation ou d'un individu présentant un caractère dangereux.

## Danger et dangerosité
Un danger, dans l'acception anthropique la plus commune, est une menace susceptible d'altérer significativement l'intégrité physique d'une personne, avec une gravité pouvant aller jusqu'à la mort. Le mot est également utilisé pour évoquer des éventualités plus anodines, telles que la possibilité d'échec d'une quelconque entreprise.
Le danger engendre souvent la peur et incite à la prudence. Y faire face nécessite du courage ou parfois de l'inconscience.
Le danger menace ou compromet la sûreté. En l'absence de danger, on se sent en sécurité.
Le concept de dangerosité est parfois utilisé à la place de celui de danger : l'idée est que, même si quelque chose ou quelqu'un n'est pas dangereux de manière immédiate et permanente, il l'est potentiellement.
Certains linguistes s'opposent à ce néologisme, préférant le substantif « danger » (ainsi, on peut remplacer l'expression « la dangerosité d'une route » par « le danger d'une route »). D'autres, tel Bernard Cerquiglini, considèrent que cette épithète, formée du suffixe « osité », n'a rien d'extraordinaire, invoquant comme exemple, le terme « frilosité », « pilosité » ou « porosité ».
Le concept de dangerosité d'un individu a fait son entrée dans le droit pénal français à l'occasion de la loi du 25 février 2008 relative à la rétention de sûreté et à la déclaration d'irresponsabilité pénale pour cause de trouble mental.

## Du danger à l'apparition du dommage

Schéma d'apparition d'un dommage

Le dommage (lésion et/ou atteinte à la santé) résulte de la rencontre d'un danger (cause capable de provoquer un dommage) et d'une personne (opérateur d'une machine, personne sur le site de l'entreprise, voisinage). On peut donc définir un schéma de principe d'apparition d'un dommage :
un dommage (lésion et/ou atteinte à la santé) survient
lorsqu'une personne est dans une situation dangereuse, c'est-à-dire exposée à un ou plusieurs dangers ;
- et que survient un événement dangereux ;

un danger étant une cause capable de provoquer un dommage, un événement dangereux étant l'événement déclencheur.
Dans l'étude du danger, il convient donc d'identifier les causes possibles de dommage — les dangers proprement dits — et la population pouvant être exposée à ce danger. Pour illustrer ceci :
- pour qu'il y ait une explosion de gaz, il faut un mélange gaz/air ; cette situation constitue un danger ;
- si une personne se trouve dans cette zone, il s'agit d'une situation dangereuse ;
- une étincelle peut déclencher l'explosion, il s'agit de l'événement dangereux.

Si personne ne se trouve dans la zone d'influence de l'explosion, celle-ci ne provoquera pas de dommage.
À ceci, il faut ajouter :
- les atteintes à l'environnement (toxicité sur les plantes et animaux) ;
- les atteintes économiques et financières (coût des dégâts matériels, perte de productivité).

## Acceptions scientifiques règlementaires et normatives

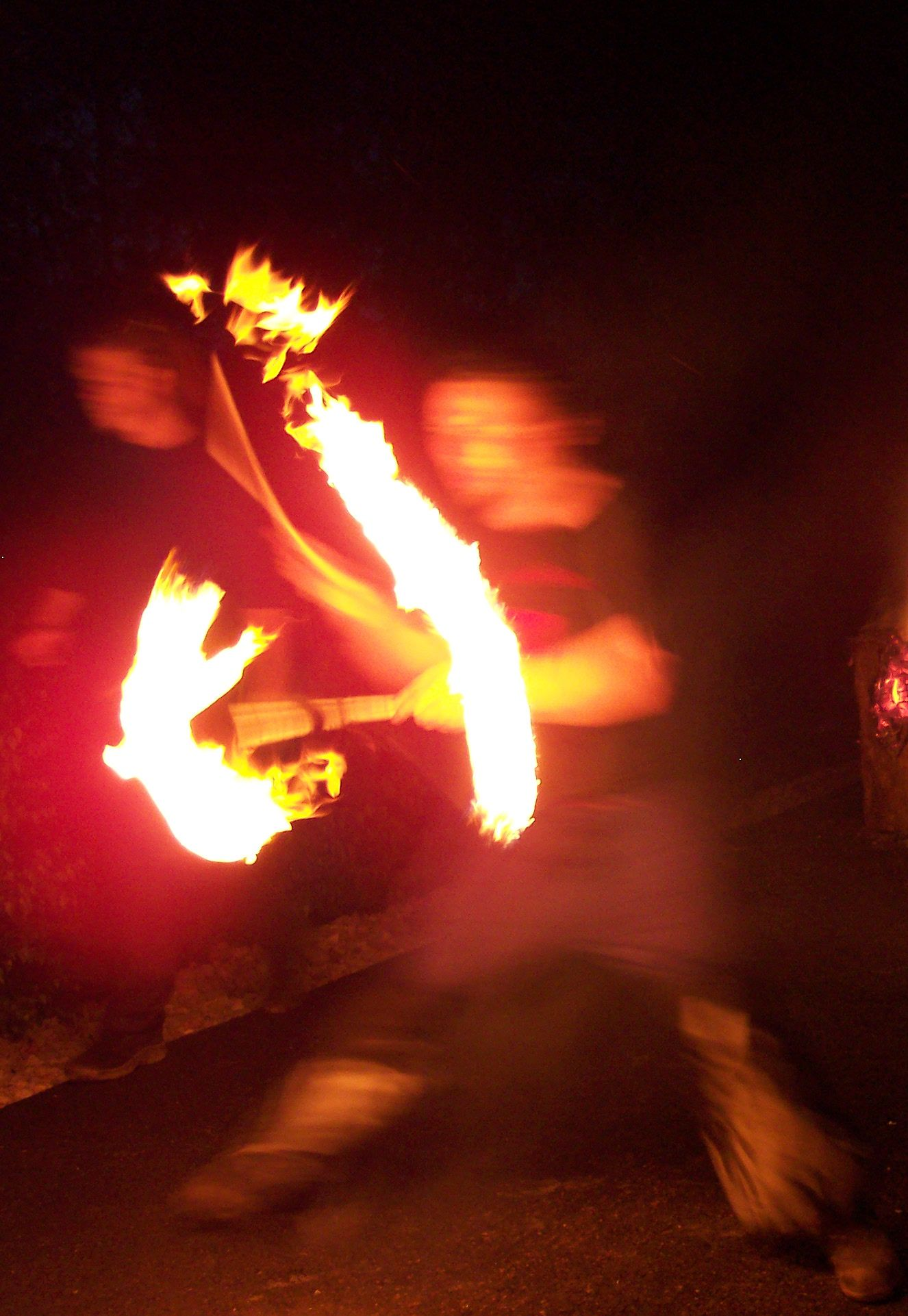
Jongleur en action : Le danger (ici : pyrotechnique) se matérialise si le risque daccident (ici : incendie, entraînant des brûlures) n'est pas maîtrisé.

Les sciences telles que les Cindyniques, ainsi que les réglementations nationales ou internationales visant à protéger les sociétés et leur environnement, s'efforcent de clarifier et maîtriser ces concepts.
Les normes EN 292-1, EN 292-2 et EN 1050 définissent les termes suivants :
- Danger, ou phénomène dangereux : Cause capable de provoquer une lésion ou une atteinte à la santé. 
Dans le contexte de la sécurité alimentaire, un danger est « un agent biologique, chimique ou physique présent dans les denrées alimentaires ou les aliments pour animaux, ou un état de ces denrées alimentaires ou aliments pour animaux, pouvant avoir un effet néfaste sur la santé »[4]. Le danger peut être naturel[5],[6].
- Situation dangereuse : Toute situation dans laquelle une personne est exposée à un ou plusieurs dangers.
- Événement dangereux ou événement déclencheur : Événement susceptible de causer un dommage pour la santé.
- Dommage : Lésion et/ou atteinte à la santé.

Dans ce contexte plus cartésien, le danger est la caractéristique intrinsèque d'un objet ou d'une activité, susceptible de se matérialiser dans un événement non souhaité qui entraînera des dommages (conséquences ultimes) pouvant aller jusqu'à la mort d'êtres vivants et la destruction totale d'objets.
En particulier, dans l'industrie, le « danger » est un concept règlementé par la législation internationale, et par les différentes législations nationales, à travers ce que l'on appelle la sécurité industrielle. Le danger industriel est notamment décrit dans des études de dangers, dont un préalable est l'inventaire des objets et activités, avec leur dangers intrinsèques, suivi de l'analyse des risques (scénarios pouvant aboutir à des événements non souhaités), en vue de maîtriser au mieux ces risques.

## Veille et alertes concernant les produits dangereux

### Réseau RAPEX
Le réseau européen, nommé « RAPEX » est géré par la Commission Européenne, dont la DGCCRF (Direction générale de la Concurrence, de la Consommation et de la répression des fraudes) est le correspondant en France. Figurent sur ce réseau « les alertes relatives à des produits dangereux, ayant fait l'objet d'une notification placée sur le réseau d'alerte européen par les autorités de surveillance des États membres de l'Union européenne ».
La commission vérifie la dangerosité du produit - hors produits alimentaires- et informe les autorités nationales pour qu'elles prennent les mesures adéquates : Saisies, consignations, retraits, rappels, suspension de commercialisation voire décrets d'interdiction. Le site « Rapex » - mis à jour de manière hebdomadaire - décrit les produits incriminés avec leur photo, leur pays d'origine et le danger qu'ils font courir.

### Rapid Alert System for Food and Feed
Le système RASFF, pointant les indices de danger et des signalements dans les secteurs alimentaires et non alimentaires ».

### Base de Données IRIS
le système IRIS (Intégration et restitution des informations saisies) « dont l'objet est de rassembler dans une seule base des informations en provenance d'autres bases de données métier, de les traiter et d'en assurer la présentation ».